# Музей современного искусства (Труа)
Музей современного искусства Труа (фр. Musée d'art moderne de Troyes) — важнейший музей в городе Труа, наряду с Музеем изящных искусств, а также один из крупнейших провинциальных музеев современного искусства во Франции.

## История
Музей был создан в 1982 году в основу его собрания лёг дар Пьера и Дениз Леви. В 1976 году местные текстильные промышленники, а также коллекционеры и меценаты Леви передали городу своё частное собрание произведений искусства, в которое входило около 2 000 «единиц». Члены семья Леви были лично знакомы с многими известными художниками и скульпторами, результатом этого стало преобладание в их коллекции картин французской авангардной живописи начала XX века.
Открытый в 1982 году при участии президента Франции Франсуа Миттерана, музей расположился в здании старого епископского дворца в Труа, время постройки которого относится к рубежу XVI—XVII веков.

## Коллекции
Коллекции музея охватывают искусство Франции в период со второй половины XIX века до 1960-х годов. Преобладает живопись, но есть также и крупные коллекции скульптур.
Кроме того, в музее представлены стеклянные изделия в стиле ар-деко известного мастера Мориса Марино и большая коллекция примитивного искусства, состоящая из работ, принадлежащих художникам, чьи работы представлены в музее (как Дерен), или известным торговцам произведениями искусства (Амбруаз Воллар, Феликс Фенеон, Поль Гийом и другие).
Искусство второй половины XIX века представлено в музее работами Жан-Франсуа Милле, Гюстава Курбе, Оноре Домье, Эдгара Дега, Жоржа Сёра, Максимильена Люса, Поля Гогена, а также художников группы Наби: Эдуара Вюйара, Пьер Боннар и Феликса Валлоттона.
Среди работ, относящихся к XX веку, в музее выделяется коллекция произведений художников-фовистов: Андре Дерена (около 80 картин, представленных в музее Труа, являются крупнейшей в мире коллекцией произведений Дерена), Жоржа Брака, Мориса Вламинка, Альбера Марке, Рауля Дюфи, Отона Фриеза, Кееса ван Донгена, Жана Пюи и Морис Марино (работам которого посвящён отдельный зал). Парижская школа представлена в музее произведениями Хаима Сутина (8 картин) и Амедео Модильяни, кубизм — работами Хуана Гриса, Роже де ла Френе, Жана Метценже и Андре Лота. В музее также экспонируются картины Анри Матисса, Жоржа Руо, Лео Леманна, Робера Делоне, Жака Вийона, Макса Эрнста, Бальтюса, Николы де Сталя и Бернара Бюффе.

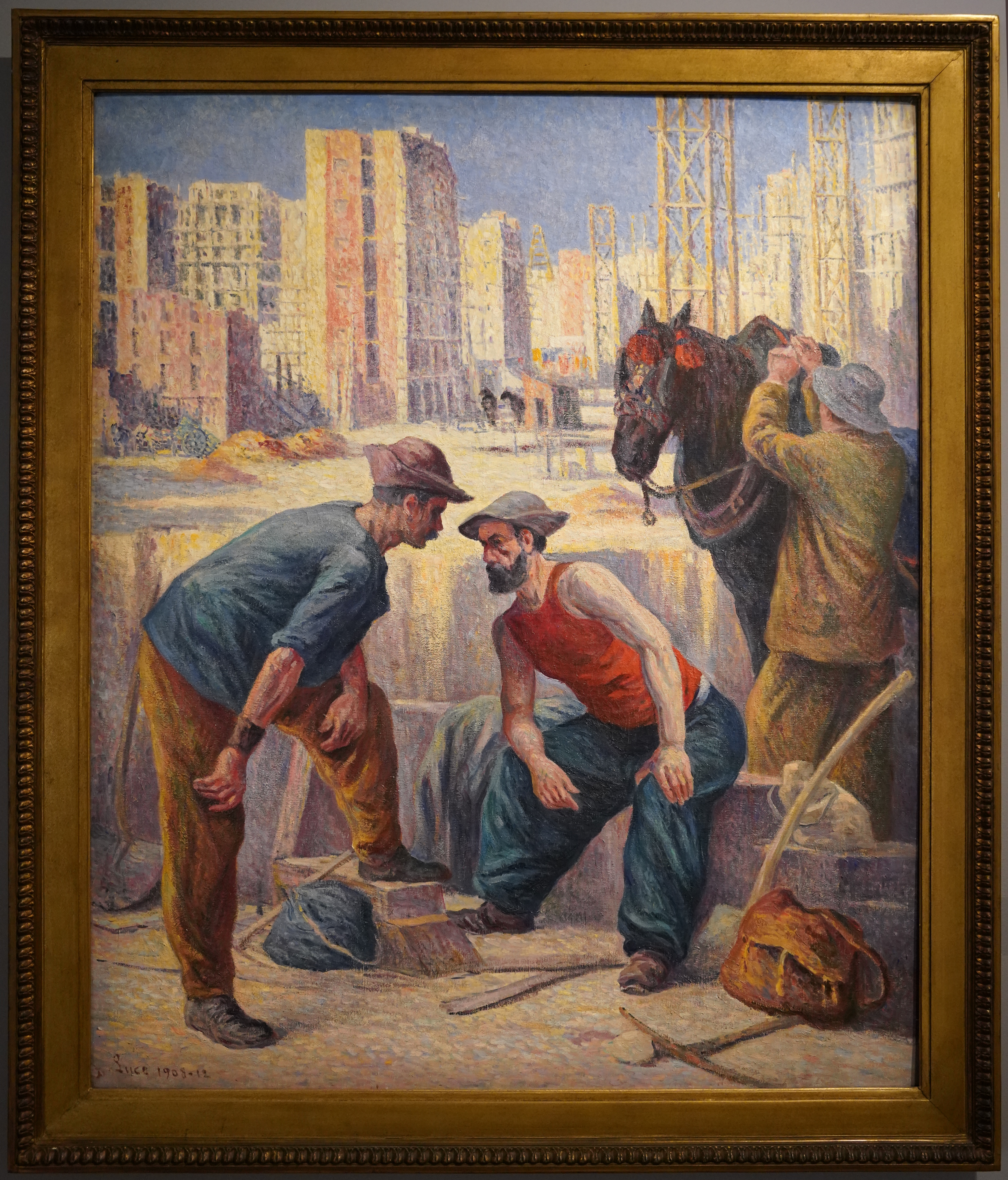
копатели, Люс, Максимильен.
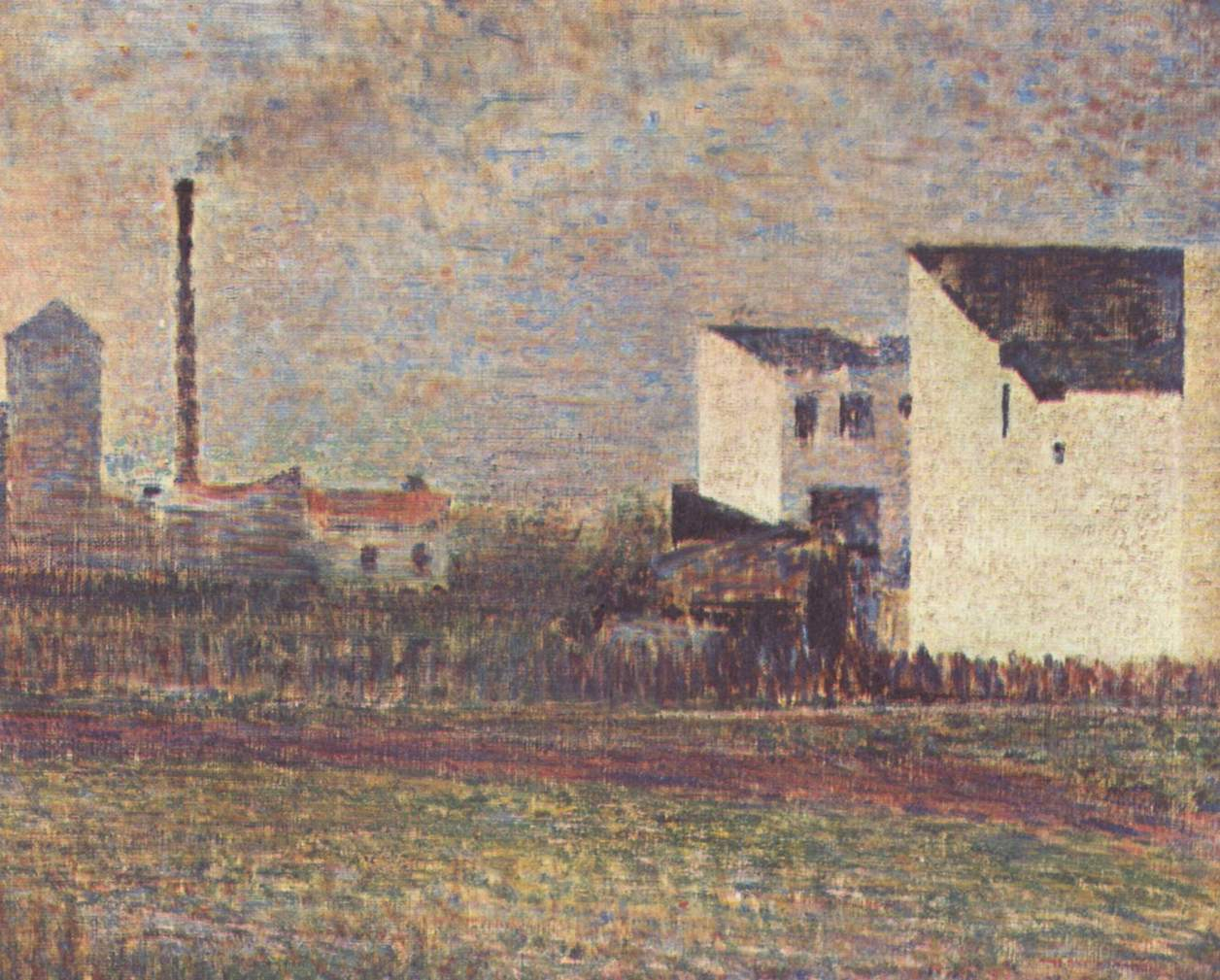
Пригород. Жорж Сёра, холст, масло, 1882-1883.
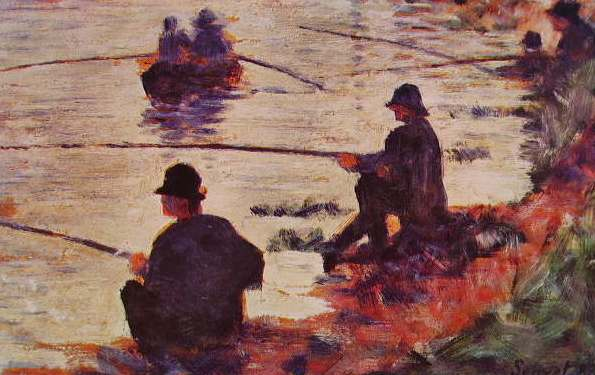
Рыболовы. Жорж Сёра, холст, масло, 1883.
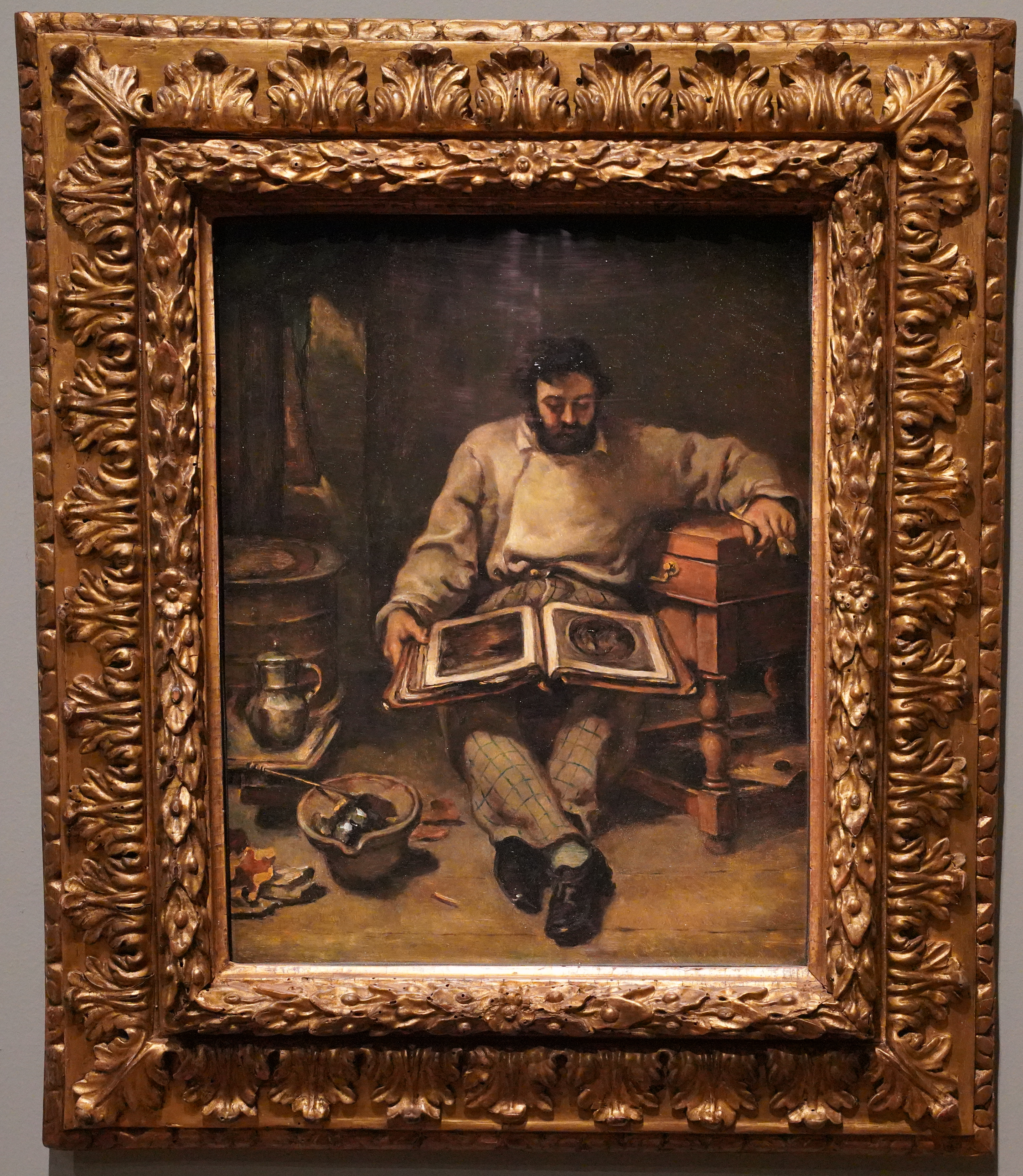
Марк Трападу, Курбе, Гюстав

Скульптура представлена, в частности, работами Эдгара Дега (4 бронзы), Огюста Родена, Аристида Майоля, Осипа Цадкина, Хулио Гонсалеса, Шарля Деспио, Андре Дерена и «Шутом» (1905) Пикассо.

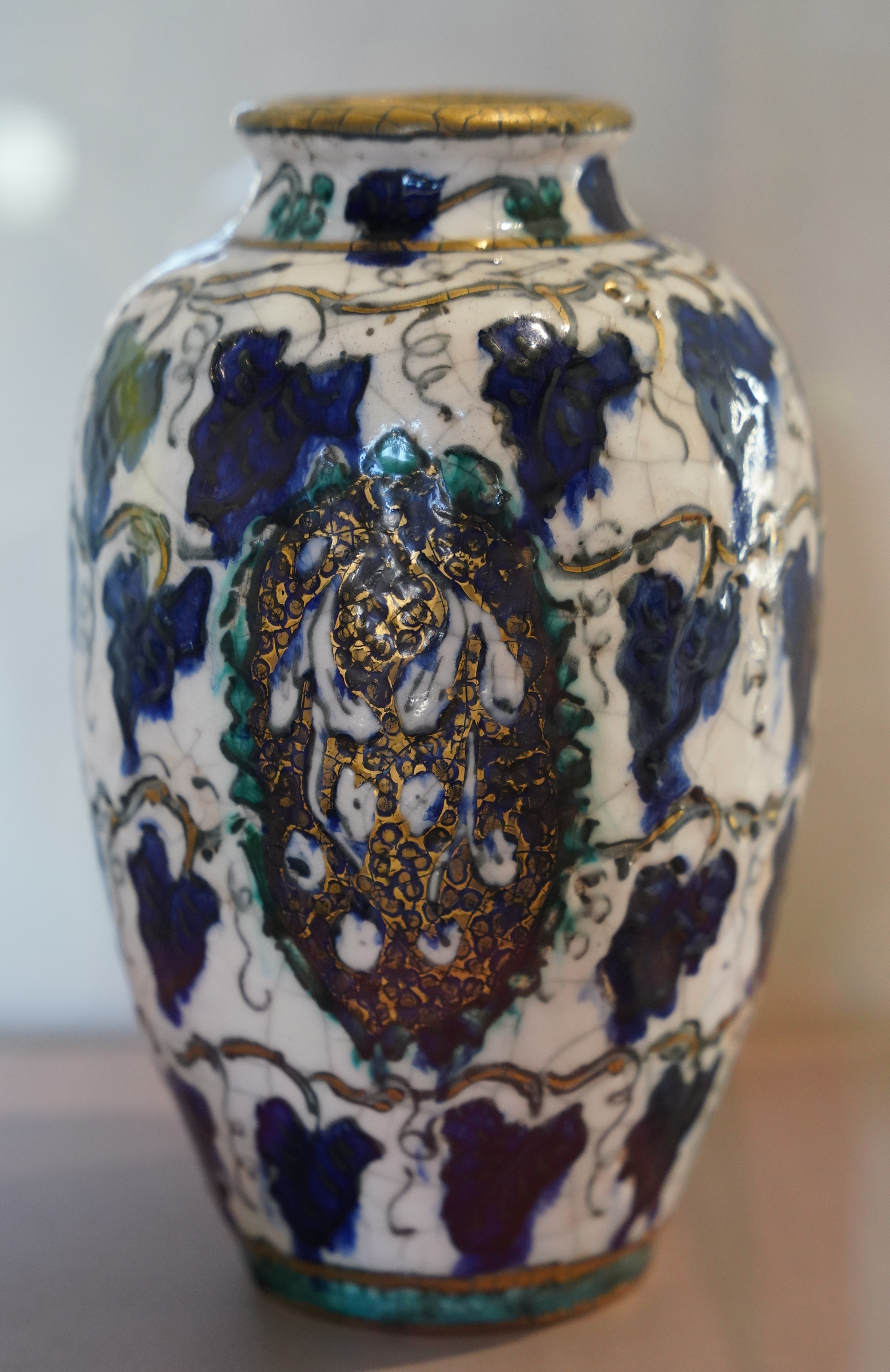
Андре Метти.
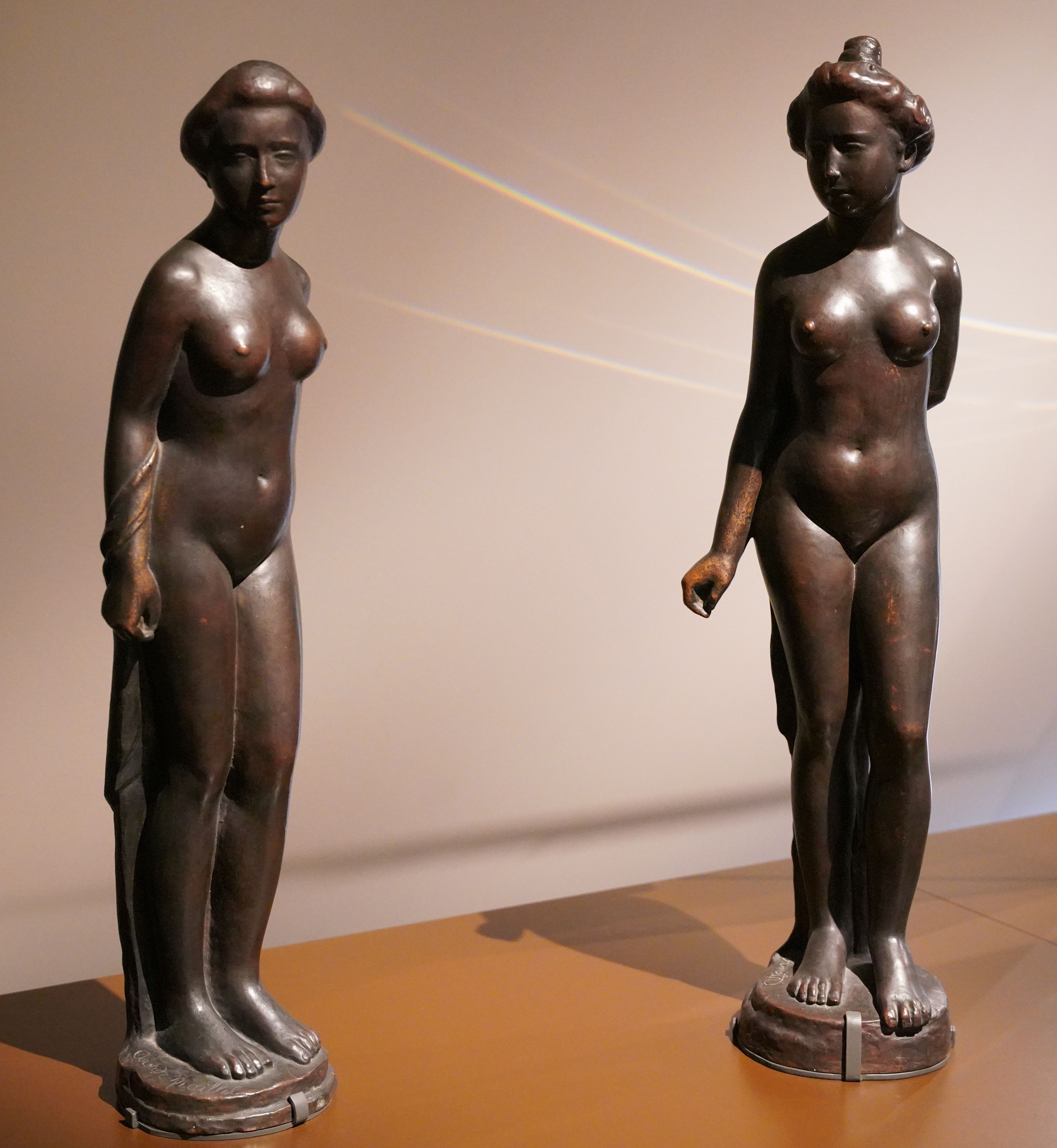
Майоль, Аристид.
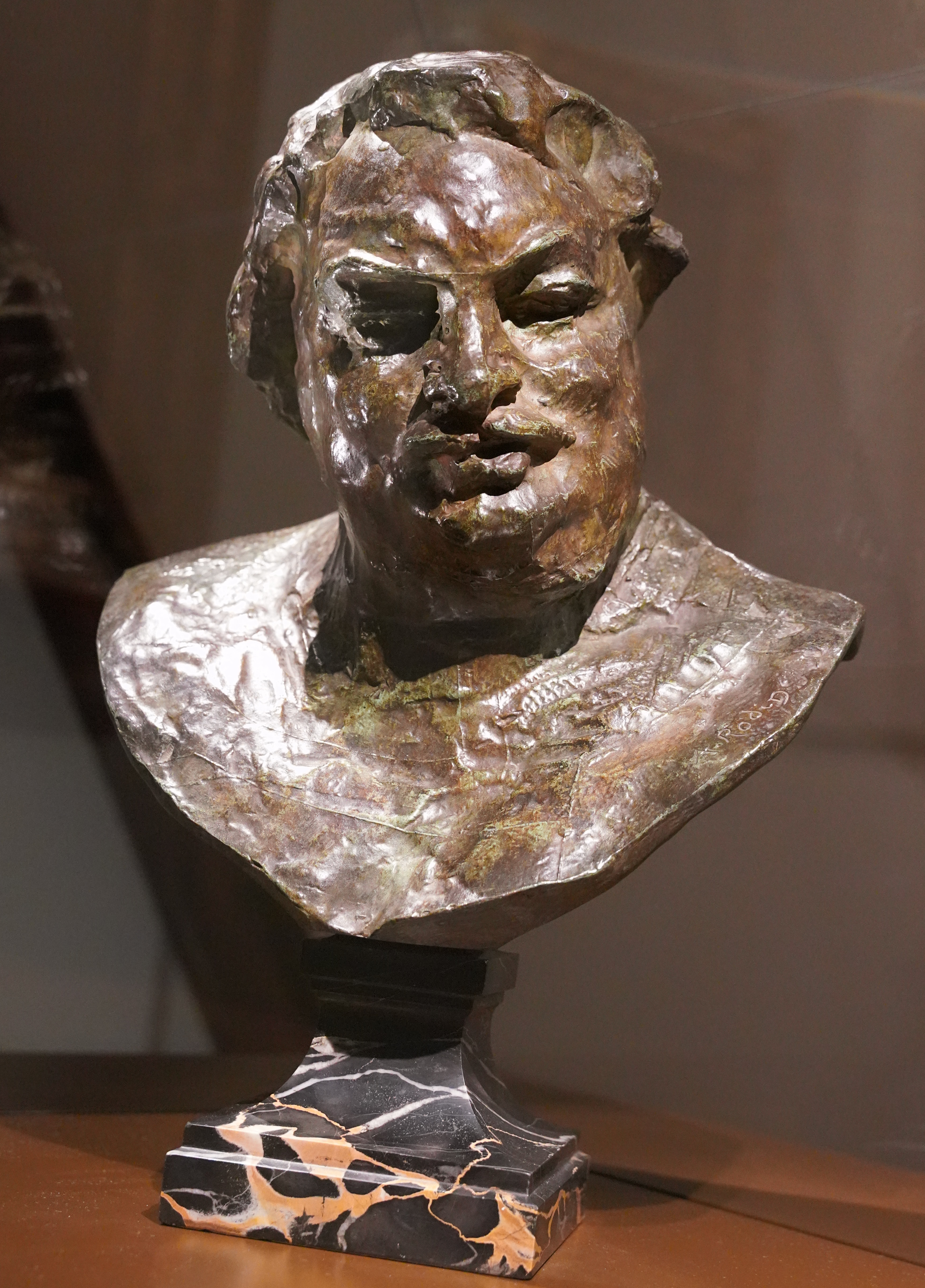
Бальзак, Оноре де, Роден, Огюст.
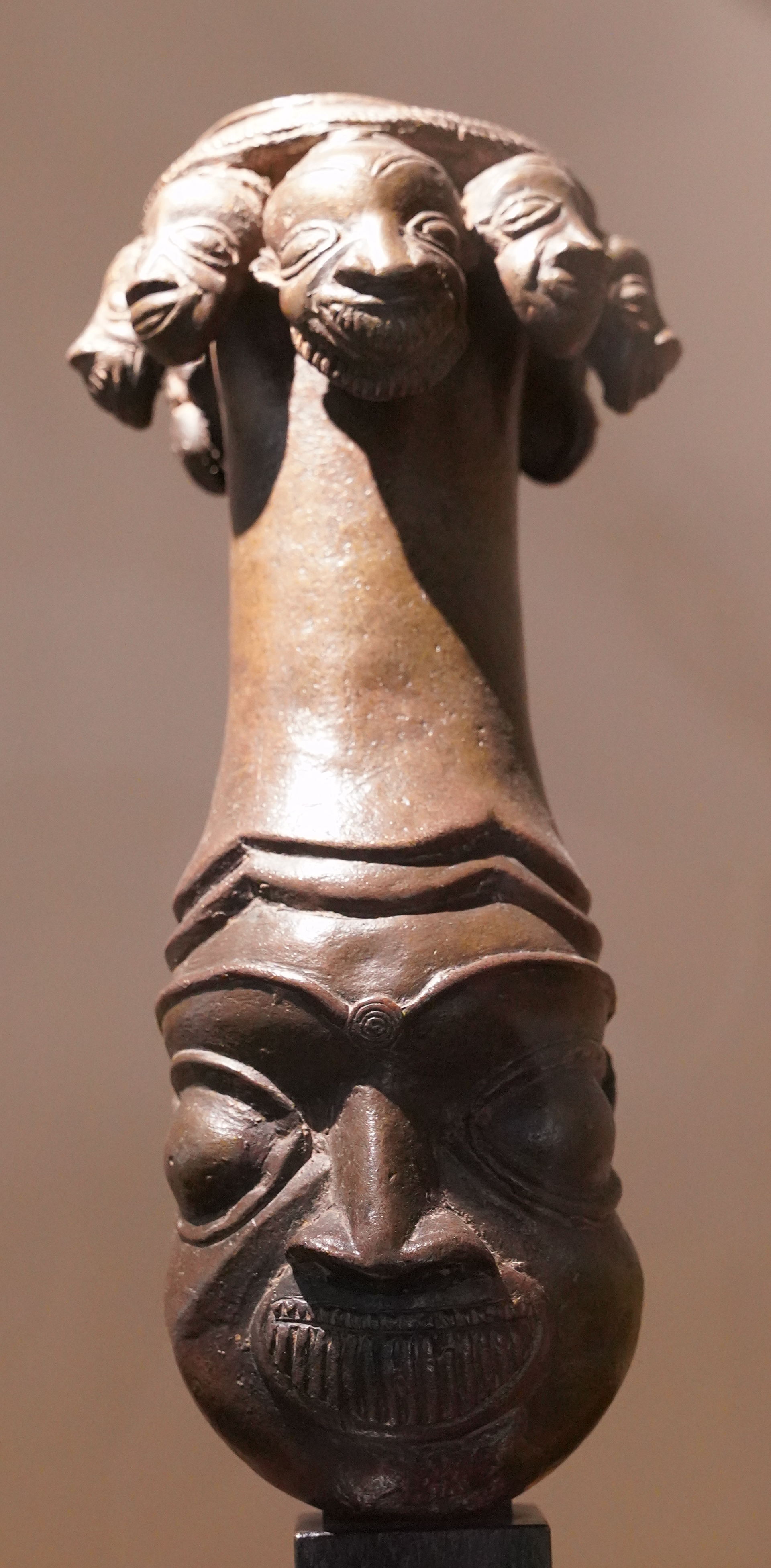
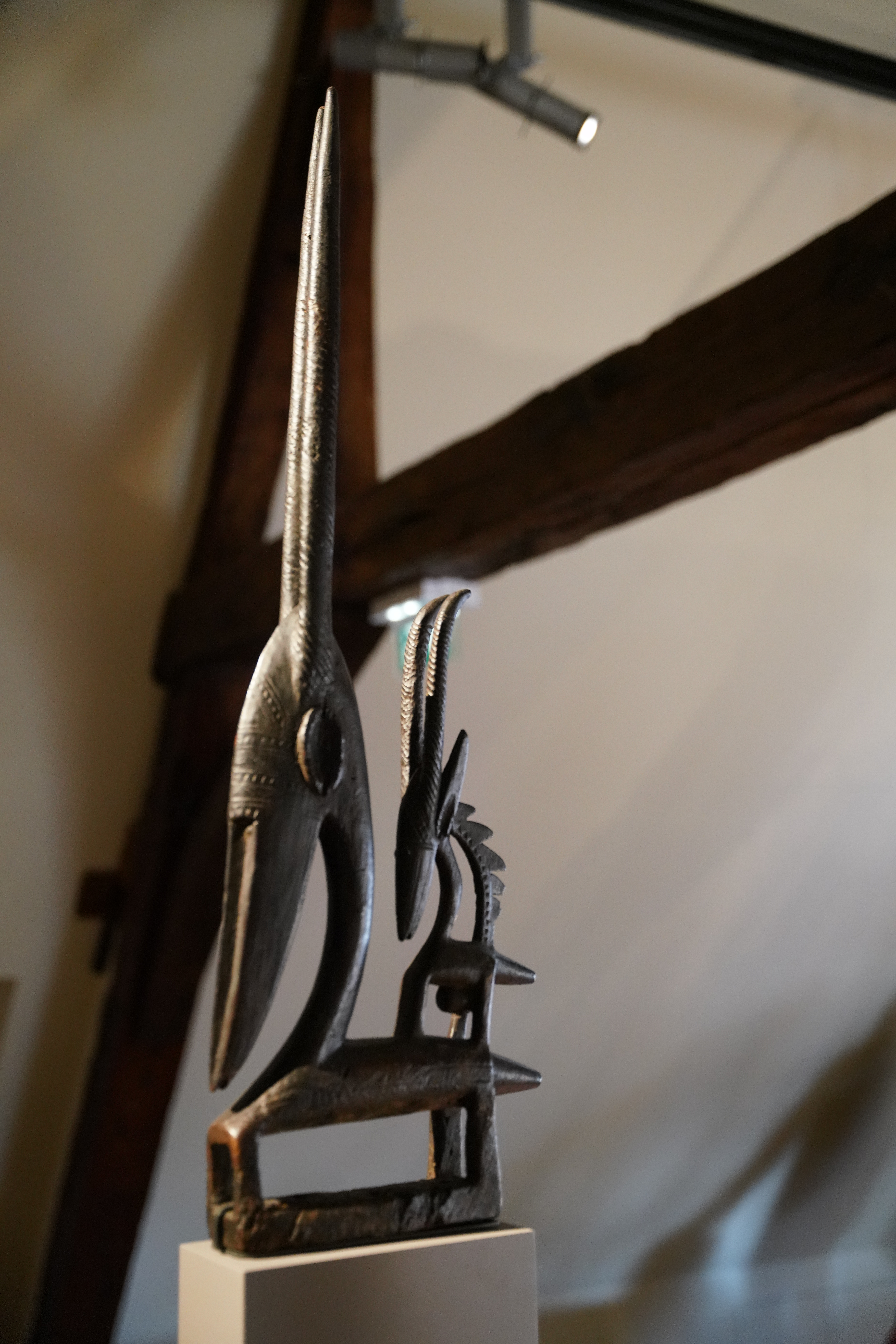

Коллекция стекла Мориса Марино состоит из 140 предметов искусства, созданных в период с 1912 по 1937 год.